# Pressespiegel
Ein Pressespiegel ist eine Zusammenstellung aktueller Presseberichte im Rahmen der Medienbeobachtung zumeist in Form von Ausschnitten. Die Zulässigkeit wird in Deutschland durch das Urheberrecht (§ 49 UrhG) geregelt.

## Beschreibung
Pressespiegel werden in vielen Unternehmen, Organisationen und Behörden – entweder intern in der eigenen Pressestelle oder extern durch eine beauftragte PR-Agentur bzw. eine Medienbeobachtungsagentur – erstellt und benutzt, um z. B. über die öffentliche Darstellung der eigenen Einrichtung informiert zu werden. Dazu werden täglich Zeitungen nach Artikeln durchsucht, in denen das betreffende Unternehmen bzw. weitere Schlagworte von Interesse namentlich genannt werden.
Die gefundenen Artikel, sogenannte Presseclippings, werden gesammelt und heute meist als digitaler Pressespiegel an Betroffene verteilt. Typisch ist das Verbreiten als PDF via E-Mail oder über das organisationseigene Intranet. Dabei gelten die gesetzlichen Bestimmungen des Urheberrechts. So sind Pressespiegel ausschließlich für den innerbetrieblichen Gebrauch bestimmt. Sie dürfen also nicht weiter verwendet oder gar vermarktet werden.
In klassischen Pressespiegeln werden nahezu ausschließlich Printpublikationen, wie Zeitungs- und Zeitschriftenartikel, verwendet. Im Zuge der Digitalisierung der Verlagsbranche spielen Nachrichtenportale (Online-Publikationen) eine immer größere Rolle. Ein Medienspiegel kann daneben weitere Kanäle abdecken, wie Fernseh- und Radio-Beiträge oder Podcasts. Dabei werden entweder Transkripte oder Audio- und Video-Clippings bereitgestellt.
Die Erstellung von Pressespiegeln wird durch den Einsatz von Software und Techniken wie OCR erleichtert. Immer mehr Unternehmen gehen dazu über, den Pressespiegel nicht selbst zu erstellen, sondern elektronische Dienste anderer Anbieter zu nutzen. Üblicherweise wird die Medienbeobachtung von einem spezialisierten Dienstleister heutzutage elektronisch erledigt.
Verschiedene Dokumentationseinrichtungen sammeln und erschließen Zeitungsartikel im Volltext, so dass letztere gemeinsam nach speziellen Begriffen durchsucht werden können.

## Beispiel
Der Pressespiegel für den Bundeskanzler, die so genannte Kanzlermappe, wird zweimal täglich vom Bundespresseamt erstellt und enthält Informationen über alle Politikbereiche.

## Abgrenzung
Die redaktionelle Zusammenfassung der Aussagen verschiedener Printmedien in einem Medium zu einem oder mehreren Themen wird als Presseschau bezeichnet.